# Hy-Vee Arena
Die Hy-Vee Arena (ursprünglich Kemper Arena) ist eine Mehrzweckhalle in der US-amerikanischen Stadt Kansas City im Bundesstaat Missouri. Bis 2016 bot sie den Besuchern 19.500 Plätze. Sie war von Mitte der 1970er bis Mitte der 1980er Jahre die Heimspielstätte der Kansas City Scouts (heute die New Jersey Devils) aus der National Hockey League (NHL) sowie der Kansas City Kings (heute die Sacramento Kings) aus der National Basketball Association (NBA). Benannt war die Halle nach Rufus Crosby Kemper Sr., einem bekannten Bankier und mit 3,2 Millionen US-Dollar einer der wichtigsten Geldgeber beim Bau der Arena. Seit Mai 2018 trägt der Bau den Sponsornamen des Einzelhandelsunternehmens Hy-Vee.

## Geschichte
Die damalige Kemper Arena wurde ab dem 17. Juli 1972 in 18 Monaten anstelle des 8.000 Zuschauer fassenden Municipal Auditorium errichtet, um als Heimspielstätte der professionellen Basketball- und Eishockeyteams der Stadt dienen zu können. Die Arena war das erste große Projekt des deutschstämmigen Architekten Helmut Jahn, der später zu einem der bedeutendsten Baumeister seiner Zeit werden sollte.
Das Gebäude galt als revolutionär in seiner Einfachheit sowie aufgrund der Tatsache, dass die Halle ohne sichtraubende Säulen im Innenraum auskam, da die Konstruktion von der Außenseite her von Stahlträgern gehalten wurde. Die fensterlose Außenfassade steht dabei im Kontrast zu Jahns späteren Projekten, die sich oftmals durch größere Glasflächen auszeichneten. Die Gesamtkosten des Projekts beliefen sich auf insgesamt 23 Millionen US-Dollar, die von insgesamt sieben Geldgebern, unter anderem der spätere Namensgeber Rufus Crosby Kemper Sr. und die American Royal Association, finanziert wurden.

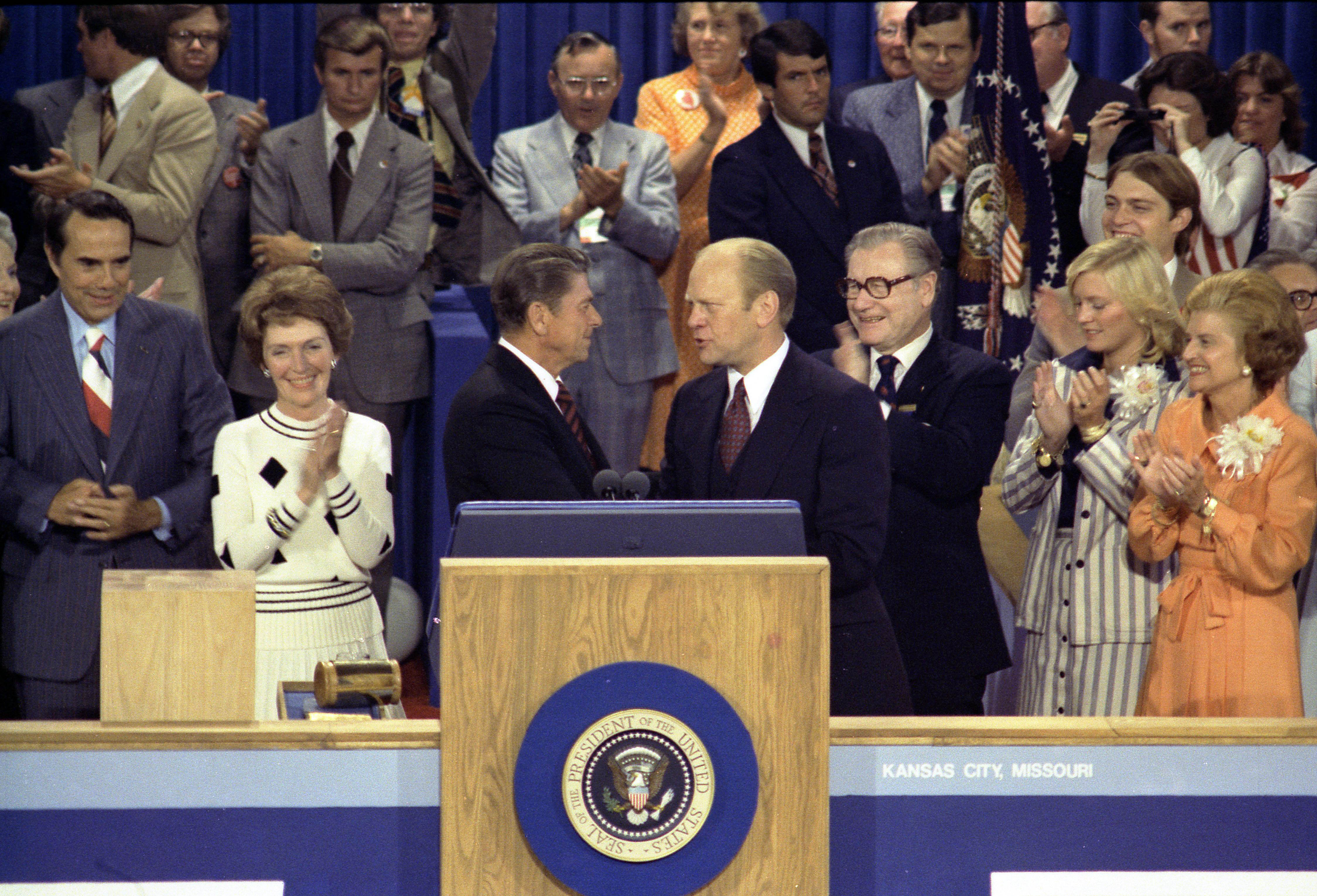
Der Republikanische Parteitag 1976: Handschlag zwischen den Kandidaten Ronald Reagan (links) und Präsident Gerald Ford

In den 1970er Jahren diente die Arena schließlich hauptsächlich als Heimat der Eishockeymannschaft der Kansas City Scouts aus der National Hockey League sowie der Kansas City Kings aus der National Basketball Association. 1976 fand in der Halle zudem die Republican National Convention statt, der Nominierungsparteitag der Republikaner statt, auf dem sich der amtierende US-Präsident Gerald Ford gegen seinen innerparteilichen Gegenkandidaten für die anstehende Wahl, Ronald Reagan, durchsetzen konnte.
Am 4. Juni 1979 verursachte ein Sturm mit schweren Regenfällen und Windgeschwindigkeiten bis 110 km/h den Einsturz eines Teils des Dachs der Kemper Arena. Da sich das Stadion am frühen Abend jedoch nicht im Betrieb befand, kamen keine Menschen zu Schaden; nur 24 Stunden vor dem Unfall hatte in der Halle noch eine Konferenz mit über tausend Teilnehmern stattgefunden. Nach dem Einsturz der Deckenkonstruktion des Hartford Civic Center aufgrund von schweren Schneefällen im Januar des Vorjahres war es bereits der zweite solche Zwischenfall innerhalb kurzer Zeit in den Vereinigten Staaten, was dazu führte, dass die Sicherheit der amerikanischen Großarenen in der Öffentlichkeit zur Diskussion stand. Als Ursache des Unglücks werden heute zwei Faktoren angesehen. Zum einen wird vermutet, dass das Kanalisationssystem des Dachs die Wassermassen nicht mehr in vollem Maße ableiten konnte, sodass sich das Wasser auf dem Dach staute, zum anderen soll die Stärke der Bolzen der Dachkonstruktion falsch kalkuliert gewesen sein, da der Bruch eines einzigen solchen Bolzens den Einsturz eines Deckenteils verursacht haben soll. Nach umfangreichen Sanierungsarbeiten konnte die Arena jedoch schon nach einem Jahr wiedereröffnet werden.
In den folgenden Jahren fanden weitere Großveranstaltungen in der Kemper Arena statt, beispielsweise 1988 das NCAA Basketball Final Four, das bedeutendste College-Basketballturnier in den USA, sowie das Final Four der Frauen im Jahr 1998. Zudem beheimatete das Stadion im Laufe der Jahre verschiedene weitere Profiteams aus Kansas City, wie beispielsweise die Eishockey-Franchises Kansas City Blues (CHL), Kansas City Blades (IHL) oder die Kansas City Outlaws (UHL) sowie die Kansas City Comets aus der Fußballliga MSL und die Kansas City Brigade aus der Arena Football League.
In den 1990er Jahren wurde die Arena mehrmals renoviert, vor allem 1997, als die Halle für 23 Millionen Dollar saniert und mit einem neuen Lobbybereich und 2.000 zusätzlichen Sitzplätzen ausgestattet wurde. Zudem fanden in der Halle immer wieder Konzerte von bedeutenden Künstlern statt, so beispielsweise die Auftritte der Backstreet Boys, Michael Jackson, Billy Joel, Cher, Christina Aguilera, Elton John, Eric Clapton, Janet Jackson oder Prince.

### Tödlicher Unfall des Wrestlers Owen Hart
Bei dem Pay-per-View-Wrestling-Event „Over The Edge“, das am 23. Mai 1999 stattfand, kam es zu einem tödlichen Unfall, als der Profiwrestler Owen Hart beim Abseilen von der Hallendecke aus ungefähr 24 Metern abstürzte und mit dem Körper in der Ringecke aufschlug. Durch schwere innere Verletzungen verstarb Hart noch im Ring liegend. Kommentator Jim Ross informierte die Zuschauer, dass ein schwerer Unfall geschehen sei, und beteuerte, dass es sich nicht um eine Storyline handelte. Harts Witwe klagt noch heute den Wrestlingverband WWE an, dass sowohl die Sicherheitsvorkehrungen als auch die Qualität des Sicherungshakens völlig unzureichend gewesen sein sollen.

### Umbau der Arena
Ab September 2017 wurde die Kemper Arena umgebaut. Dabei entstand ein Multisportkomplex für Jugendliche und Erwachsene auf zwei Ebenen mit 12 Spielfeldern aus Hartholz (vier unten und acht oben), die neben Basketball auch für Volleyball, Futsal und Pickleball genutzt werden können. Auf der unteren Ebene befinden sich um die Plätze über 3.900 Sitzplätze. Auf der oberen sind es über 4.500 Plätze. Zusätzlich bieten sich eine 350 Meter lange Kunststoffbahn, ein Fitnessstudio, Tagungsräume, Einzelhandelsgeschäfte, Unterhaltungsmöglichkeiten und Restaurants. Es finden kleinere Veranstaltungen wie Vorträge, Modenschauen, Marketingversammlungen, Ausstellungen, Teambuilding bis hin zu verschiedenen Unternehmens- und Gesellschaftsveranstaltungen statt. Am 5. Oktober 2018 wurde der Bau wiedereröffnet.

## Der Arena-Komplex
Der Komplex der Hy-Vee Arena umfasst zudem folgende Gebäude:
- die Hale Arena mit einer Kapazität von 5.000 Plätzen und einer Fläche von 1.580 m²
- das „Governor’s Building“ mit einer Fläche von 8.900 m²
- die „Lower Level Exhibition Hall“ mit einer Fläche von 8.000 m²
- die „Upper Level Exhibition Hall“ mit einer Fläche von 8.000 m²
- das „Wagstaff Theatre“ mit 450 Sitzplätzen
- das „American Royal Museum“
- das „Scott Pavilion“, ein Tiergehege zur Haltung von Tieren vor Veranstaltungen
- die „West Bottoms Garage“ mit 995 Fahrzeugstellplätzen
- sechs Parkflächen mit 4.500 Fahrzeugstellplätzen